# Józef Gołąb (oficer)
Józef Gołąb (ur. 30 marca 1888 w Karnej – dawnym przysiółku Lasek, poległ 20 czerwca 1916 w bitwie pod Gruziatynem) – chorąży II Brygady Legionów Polskich, rzeźbiarz, kawaler Orderu Virtuti Militari.

## Życiorys
Urodził się w rodzinie Jana i Agnieszki z d. Kluszewska. Absolwent szkoły powszechnej w Bolesławiu. Pracował później w warsztacie rzeźbiarskim w Olkuszu. Podczas nauki w gimnazjum w Krakowie został powołany do armii rosyjskiej, po zwolnieniu prowadził własna pracownię rzeźbiarską w Olkuszu. Uczęszczał do Szkoły Przemysłowej w Krakowie, tam 16 sierpnia 1914 zgłosił się na ochotnika do Legionów Polskich. Został skierowany do szkoły podchorążych I Brygady Legionów w Marmaros Sziget, po której awansował na chorążego II Brygady, 10 kompanii III baonu 2 pułku piechoty, gdzie zajmował stanowisko dowódcy plutonu.
Szczególnie odznaczył się w walce pod Gruziatyniem nad rzeką Styr, kiedy „austriacki 8 pp uciekł z pozycji pozostawiając ją wrogowi, poprowadził swój pluton wraz z innymi oddziałami do kontrataku, aby odzyskać utracone pozycje. Pod silnym ogniem przeprowadził swój pluton przez bagna i zagroził nieprzyjacielowi flankowym atakiem na jego skrzydło. W czasie tego zadania został śmiertelnie ranny i zmarł na polu bitwy”. Za tę postawę został pośmiertnie odznaczony Orderem Virtuti Militari.
Był kawalerem.

## Ordery i odznaczenia
- Krzyż Srebrny Orderu Wojskowego Virtuti Militari nr 7056 – pośmiertnie, 17 maja 1922[2][3][4]
- Krzyż Niepodległości – pośmiertnie[2]

## Upamiętnienie
W dwudziestą rocznicę wstąpienia Józefa Gołąba do Legionów Polskich został on patronem krakowskiego oddziału Polskiego Towarzystwa Gimnastycznego „Sokół”.